# 蒸留水
蒸留水（じょうりゅうすい）とは、水を加熱などによっていったん沸騰させて気体の水蒸気にしてから、それを別の場所で冷却して液体に戻した純水（純度の高い水）。この操作を蒸留と呼び、水の純度を上げるため（水から不純物を取り除くため）に行う。水の純度を上げる方法は何種類かあり、蒸留によってできた純水を蒸留水と呼ぶ。ほかにも不純物を取り除く有名な方法としては濾過などがあるが、蒸留は濾過と全く異なる原理を用いる。

## 概要
水は、水素原子・酸素原子・水素原子の順番で連なった化合物である。水素と酸素の電気陰性度には有意な差があるために、酸素原子付近に電子が集まりやすく、水分子は極性をもつ。したがって、同じく極性をもった分子を容易に溶かすことができる上に、溶解度こそ低いものの極性をもたない分子までも溶かしている場合がある。このように多様な物質を溶解する性質をもつので、水は溶媒として優れているとされる。流水には水に不溶な物質を運搬する作用があるうえに、帯電した微粒子などは水に溶けないにもかかわらずなかなか沈殿しない。水には上記のような性質があるので、何らかの操作をして純度を上げない限り、たとえ無色透明に見える湧水や地下水などでも混合物である（水道水も混合物である）。
水の純度を上げる方法は、イオン交換樹脂や逆浸透膜を使用する方法など何通りかある。蒸留という操作をすることによって純度を上げた水が蒸留水である。蒸留水は錬金術の時代から純度の高い水として利用されてきた。蒸留水の製造には専用の蒸留器が使用され、きれいな容器に貯蔵される。
蒸留は水を沸騰させて水蒸気に変える必要がある。水は比熱の大きな物質なので、蒸留には多くのエネルギーが必要である上、供給した水の一部を不純物が濃縮された排水として捨てる必要があり、蒸留器の連続運転も難しい。当初、水の純度を比較的簡単に上げる方法としては蒸留をするしかなかったが、その後様々な手法が開発されたので、現在では比較的コストの高い方法となっている。
海水を飲料水として利用するためにも蒸留を用いる場合がある。飲料水を作るだけなら、海水から自然に蒸発する水を集めるという方法も可能であるが、長い時間がかかり、得られる飲料水の量も限られてしまう。蒸留すれば、自然に蒸発を待つよりは圧倒的に効率よく、短時間で多くの飲料水が得られる。しかし、現在ではもっと効率の良い海水の淡水化装置が開発されているので、海水から飲料水を作るのには、比較的コストの高い方法である。ただし、海水から飲料水を作る程度の蒸留器ならば、比較的簡単に作ることができるという利点はある。また、加熱の際に多くの細菌が死滅するので、衛生的な水が得られる。
日本においては、尾澤豊太郞が蒸留水の製造に初めて成功した。

## 仕組み
ここでは、蒸留をすることによって水の純度が上がる仕組みを解説する。
蒸留水の原料となる水には、すでに述べた性質があるので、様々な物質が混じっているのが普通である。蒸留という操作は、外部から熱を加えて水を一旦沸騰させて水蒸気にし、その水蒸気を冷却して液化することに他ならない。まず原料の水が加熱されると、一般に温度が上がると溶存しにくくなる二酸化炭素や酸素などの気体が原料の水から追い出される。沸騰する前に水の中に見られる気泡は、このようにして気体成分が水から追い出された結果現れる。そして、さらに加熱されて原料の水が沸騰して気体の水蒸気になったときに、まだ液体のままの原料水の中に、それまで溶かし込んでいたさまざまな溶質を残していってしまう。もちろん水に不溶の微粒子も、液体のままの原料水の中に残される。したがって、液体のままの原料の水の中には、それまで原料の水が含有していた水以外の成分のうち、水よりも揮発しにくい成分が濃縮されて残される（この液体のままの原料水が蒸留という方法を使った時に必ず出てしまう排水である）。なお、蒸留水を作る場合、水蒸気が分解されるほどの高温にはならないように留意する必要がある。
原料の水から出た水蒸気は、蒸留器の上部から出て行き、その先で冷却することで再び液体の水に戻される。こうして再び液体に戻された水が、蒸留水である。この蒸留水を貯める容器は予めよく洗浄してあるので、蒸留水は原料の水に比べて純度は高くなる。
もっとも、この後再び空気中の気体が溶け込んできたり、空気中を浮遊している微粒子が混入したりする恐れがあるので、蒸留水の扱いには注意を払う必要がある。ただし、海水を飲料水として利用するために作られた蒸留水であれば、このようなことは通常問題にならない。

## 用途
蒸留水の用途は様々である。
- 飲料水として
- 医療機関において、いわゆる精製水として
- 清浄な溶媒（不純物を含まない溶媒）として
- 水溶液の希釈
- 実験器具などの洗浄
- その他